# Sali Baru
Sali Baru is een bestuurslaag in het regentschap Mandailing Natal van de provincie Noord-Sumatra, Indonesië. Sali Baru telt 1022 inwoners (volkstelling 2010).